# The Muggs
The Muggs es una banda estadounidense blues rock originaria de Detroit (Míchigan), formada en el año 2000 por el guitarrista Danny Methric y el bajista Tony DeNardo.

## Historia
La banda fue creada en marzo de 2000 por Danny Methric y Tony DeNardo, la formación se completó con la incorporación del batería Matt Rost. En octubre de ese mismo año, grabaron su primera maqueta promocional con el objetivo de ayudarles a conseguir actuaciones. En marzo de 2001, fueron invitados a tocar en el Hamtramck Blowout, un festival de música en el que participan cientos de bandas de Detroit en casi veinte bares diferentes del área de Hamtramk.
El 4 de septiembre de 2001, Tony DeNardo sufrió un derrame cerebral hemorrágico que lo dejó completamente paralizado del lado derecho y sin poder hablar. Methric y Rost decidieron suspender la actividad de la banda durante el tiempo que durase la convalecencia de DeNardo, involucrándose temporalmente en otros proyectos musicales con otros grupos. Tras organizar varios eventos con el objetivo de recaudar fondos para DeNardo, este pudo viajar a California para recibir un tratamiento médico que esperaba acelerara su recuperación, sin embargo nunca recuperaría totalmente la movilidad en el brazo derecho. Con la imposibilidad de volver a tocar el bajo, DeNario decidió probar sus líneas de bajo con un teclado Fender Rhodes especialmente adaptado para él. En septiembre de 2003, The Muggs regresaron a los escenarios tras dos años de obligado parón, actuando en el Cadieux Cafe de Detroit.
En la primavera de 2004 firmaron un contrato con el sello discográfico independiente Times Beach Records y lanzaron su álbum debut homónimo el 19 de julio de 2005. En 2007 fueron elegidos como Mejor Artista/Grupo de Blues del año por la revista Real Detroit Weekly. En agosto de ese mismo año, la banda fue seleccionada para participar en el programa de televisión de Fox, The Next Great American Band. La banda apareció en cuatro episodios y pudo tocar dos temas originales; "Should've Learned My Lesson" de su primer álbum y "Slow Curve" que aparecería en su segundo álbum, On With The Show, publicado en 2008.
En los Detroit Music Awards de 2008, ganaron el premio "Mejor artista/grupo de rock" del año 2007 y Danny Methric ganó el premio "Mejor Instrumentista de Rock/Pop" como guitarrista. El 9 de mayo de 2008, la banda lanzó On With the Show, su segundo álbum. Actuaron como teloneros para una gran variedad de bandas de rock, incluidas Mountain , Robin Trower, Cactus, Savoy Brown, Ten Years After, Glenn Hughes, Jonny Lang, Candlebox, North Mississippi Allstars, Electric Six o The Detroit Cobras. En octubre de 2009, Matt Rost dejó el trío, siendo reemplazado por Todd Glass.
A finales de 2010, la banda entró al estudio para comenzar a grabar su tercer álbum, titulado Born Ugly, que sería lanzado de manera oficial el 29 de abril de 2011. También grabaron un show en vivo en Cadieux Cafe de Detroit a finales de octubre de 2012, que lanzaron el 26 de abril de 2013, bajo el título de Full Tilt: Live At Cadieux Cafe. En los Detroit Music Awards 2013, The Muggs ganaron una vez más el premio a "Mejor Artista/Grupo de Rock", así como al "Mejor Instrumentista de Rock/Pop" para el bajista/tecladista Tony DeNardo.
En 2015 publicaron Straight up Boogaloo, su cuarto trabajo de estudio en el que incluyeron versiones de Black Sabbath, The Beatles y Fleetwood Mac. Tanto el álbum como la labor compositiva de Danny Methric fueron premiados en los Detroit Music Awards. The Muggs han realizado numerosas giras tanto por país de origen como por Europa, especialmente por España, donde cuentan con un nutrido grupo de seguidores. El 3 de enero de 2020 publicaron su quinto álbum de estudio, Slave to Sound - Volume 5, en el combinan su habitual estilo blues rock con sonidos próximos a soul. El tema "The Boogens" utiliza un audio de cinco minutos de la película de serie B homónima de 1981.

## Discografía
- The Muggs (2005)
- On With the Show (2008)
- Born Ugly (2011)
- Full Tilt: Live at Cadieux Cafe (2013)
- Straight up Boogaloo (2015)
- Slave to Sound - Volume 5 (2020)